# Віра Вороніна
Віра Вороніна, в шлюбі — Аврамова (1904, Одеса, Російська Імперія — 1942) — європейська акторка українського походження.

## Життєпис і кар'єра
Народилася 1904 року в Одесі, тоді входила до складу Російської імперії, але її сім'я втекла після Революції 1917 року за кордон.
Вона знімалася у фільмах в кількох країнах, включаючи Німеччину, Велику Британію, Швецію та США. З 1926 по 1929 роки Вороніна зіграла, за наявними даними, в 12-ти фільмах. З появою звукових фільмів, її коротка, але вражаюча кар'єра в кіно закінчилася.
Інформація про її життя дуже бідна, і навіть рік її смерті має декілька дат. Вона прибула до США в січні 1927 року і залишалася там близько двох років. У той час її звали Віра Аврамова, їй було 22 роки, будучи уродженкою Одеси, вона подорожувала зі своїм чоловіком, 34-річним адвокатом Ніколаусом Аврамовим, що народився в Києві.

## Фільмографія
| Рік  |   | Українська назва              | Оригінальна назва                               | Роль                 |
| ---- | - | ----------------------------- | ----------------------------------------------- | -------------------- |
| 1926 | ф | Акули післявоєнного періоду   | Haifische der Nachkriegszeit                    |                      |
| 1926 | ф | Зяті                          | Schwiegersöhne                                  |                      |
| 1926 | ф | Серце німецької матері        | Das deutsche Mutterherz                         |                      |
| 1926 | ф | Вона єдина                    | Hon, den enda                                   | Долорес дель Прадо   |
| 1927 | ф | Мисливська вежа               | Huntingtower                                    | Принцеса Саскія      |
| 1927 | ф | Вихор молодості               | The Whirlwind of Youth                          | Елоїз                |
| 1927 | ф | Час кохати                    | Time to Love                                    | Графиня Ельвір       |
| 1928 | ф | Патріот                       | The Patriot                                     | мадемуазель Лопухіна |
| 1928 | ф | Оповідання з Віденського лісу | G'schichten aus dem Wienerwald                  | Лорі Штайнмайер      |
| 1929 | ф | Успадковані пристрасті        | Vererbte Triebe: Der Kampf ums neue Geschlecht  |                      |
| 1929 | ф | Чому я плачу на вечірках?     | Wer wird denn weinen, wenn man auseinandergeht? | Памела, его партнёр  |
| 1929 | ф | Поклик крові                  | Hrísná krev                                     | Віра                 |